# 延岡市立島野浦学園
延岡市立島野浦学園（のべおかしりつしまのうらがくえん）は、宮崎県延岡市島浦町（島浦島）にある公立の義務教育学校。

## 沿革

### 略歴
延岡市立島野浦学園は、延岡市立島野浦小学校、延岡市立島野浦中学校が統合し、2022年4月1日に開校した。なお、当校の校地は、島野浦中学校の敷地を継承したものである。

### 年表

#### 旧・島野浦小学校
- 延岡市立島野浦小学校参照。

#### 旧・島野浦中学校
- 延岡市立島野浦中学校参照。

#### 島野浦学園
- 2022年（令和4年）
  - 3月 - 旧島野浦中学校の校舎改修及び特別教室等、給食調理場、運動広場完成。
  - 4月1日 - 開校。
  - 4月13日 - 開校式と第1回入学式挙行。最初の新入生（1年生）は3名。この3名を含め、全校児童・生徒24名でスタートを切った[3]。
- 2023年（令和5年）
  - 3月16日 - 第1回卒業式挙行。
  - 3月24日 - 最初の修了の日（修了式）。
  - 3月30日 - 最初の離任式挙行。

## 通学区域
- 延岡市島浦町（島浦島）全域[4]

## アクセス
- 日豊汽船
  - 宇治港フェリーターミナルから、徒歩約725m・約11分。
  - 島浦港フェリーターミナルから、徒歩約820m・約13分。